# نادي أمريكا (ميناس جرايس)
نادي أمريكا لكرة القدم (يعرف أيضًا بـ أمريكا مينيرو أو اختصارًا أمريكا) هو نادي كرة قدم برازيلي من مدينة بيلو هوريزونتي، عاصمة ولاية ميناس جرايس. تأسس يوم 30 من أبريل عام 1912. يلعب الفريق على أرضية ملعب اندبينديسيا.

## الإنجازات
- الدوري البرازيلي الدرجة الثانية

البطل (2): 1997، 2017
الوصيف (1): 2020
- الدوري البرازيلي الدرجة الثالثة

البطل (1): 2009
- بطولة مينيرو

البطل (16): 1916، 1917، 1918، 1919, 1920, 1921, 1922, 1923, 1924, 1925, 1948, 1957, 1971، 1993، 2001، 2016
الوصيف (16): 1915، 1930، 1931، 1942، 1949, 1958, 1959, 1961, 1964, 1965, 1973, 1992, 1995, 1999، 2012، 2021